# Языкович, Фёдор Михайлович
Фёдор Михайлович Языкович (18 февраля 1903
, в. Старое Залитвинное, Могилевская область — 7 апреля 1943) — один из организаторов и руководителей коммунистического подполья и партизанского движения на территории Полесской области в годы Великой Отечественной войны.

## Биография
С 1923 года на советской, профсоюзной, культурно-просветительской и педагогической работы на Могилевщине и Минщине. Окончил Высшую коммунистическую сельскохозяйственную школу Беларуси имени. И. Ленина в 1936 году. С 1938 года инструктор ЦК КП(б)Б, командир Полесского партизанского соединения.
Погиб в бою. Его именем названы школа и улица в Мозыре. Мемориальная доска на месте гибели Языковича — железнодорожной станции Бринёво на линии Брест-Гомель.